# Mossala fjärden
Mossala fjärden är en havsfjärd i Finland. Den ligger i landskapet Egentliga Finland, i den sydvästra delen av landet, 200 km väster om huvudstaden Helsingfors. Fjärden ligger i norra delen av Skärgårdshavet, mellan Houtskär och Iniö.
Mossala fjärden avgränsas av Mossala i söder, Furuskär, Tallören och Dövskär i sydväst, Lempnäs i väster, Lindö, Medelholmen och Österholm, Iniö i norr, Härteholm i nordöst samt av Nölöskär, Österskär och Ängeskär i öster. Mitt i fjärden ligger än Fjärdskär.
Den öppna och runt formade Mossalafjärden, som skiljer ut sig från den omgivande örika skärgården, utgörs av resterna (en så kallad diapir) efter en förhistorisk intrusion.

## Klimat
Inlandsklimat råder i trakten. Årsmedeltemperaturen i trakten är 5 °C. Den varmaste månaden är augusti, då medeltemperaturen är 16 °C, och den kallaste är januari, med −4 °C.